# Cymatophora approximaria
Cymatophora approximaria är en fjärilsart som beskrevs av Jacob Hübner 1806. Cymatophora approximaria ingår i släktet Cymatophora och familjen mätare. Inga underarter finns listade i Catalogue of Life.